# AVReporter energiamenedzsment
Az AVReporter Energy Management Software a KONsys International által fejlesztett energiamenedzsment-alkalmazás vállalati környezetbe. A jelenlegi stabil verzió az AVReporter v3.0 R2 SP1, amely Microsoft Windows operációs rendszeren .NET 3.5 SP1 környezetben fut. Az AVReporter v3.0 R2 SP1 2014. szeptemberben jelent meg.
Az AVReporter v3.0 R2 SP1 verziója négy különböző változatban érhető el a felhasználók számára: Lite, Basic, Intermediate és Advanced. 
Az AVReporter szoftver mind az energetikusok, mind pedig a menedzsment számára egy olyan eszközt jelent, amellyel egy adott létesítmény energia felhasználása átláthatóvá tehető. Az AVReporter szoftverrel a különböző mérési adatok feldolgozása (gáz, elektromos energia, víz, hőmennyiség stb.) egyszerűen megvalósítható, és ezen adatok ismeretében egy vállalat energia stratégiája kialakítható (energiahatékonysági lépések, egységnyi termékre vonatkozó energiaköltségek meghatározása, ISO 50001 riportok, stb.). Az alkalmazás segítségével könnyedén megvalósítható különböző rendszerek integrációja és egy felületen történő adatkezelés és elemzés lehetősége, a különböző rendszerek által szolgáltatott adatokból származtatott mennyiségeket képezhetünk, amelyek eredményei tetszőleges riportokban, dashboard-okban megjeleníthetők vagy más rendszerek irányába továbbíthatók.

## Miben tud segíteni az AVReporter energia menedzsment megoldás?
- Jelentős energia megtakarítás elérése (akár 30%)
- Tudatos energiagazdálkodás megvalósítása, a CO2 kibocsátás csökkentése
- Pontos fogyasztási szokások meghatározása (pontosabb fogyasztási előre jelzés és menetrendkészítés megvalósítása)
- Zöld energia és hatékonyságot javító beruházások megvalósításának a támogatása és adatok biztosítása megtérülés számításokhoz
- A költséghely szerinti energia felhasználás pontos meghatározása (egységnyi energia felhasználás termékre, épületre vonatkozólag, stb.)
- Az energia menedzsment rendszer által biztosított adatok egyszerű és gyors kiértékelése, ezáltal az emberi erőforrások felhasználásának a csökkentése

## Az AVReporter  szoftverrendszer követelményei
- Windows XP SP3 (csak web vagy desktop kliens - limitált támogatás)
- Windows Vista (csak web vagy desktop kliens)
- Windows 7
- Windows 8 or 8.1
- Windows 10
- Windows Server 2008
- Windows Server 2012
- WP 8.1, IOS 9.0, Android 2.2 vagy újabb
- .NET 3.5 SP1 Framework
- Silverlight 5.0 vagy 5.1

## Támogatott internetböngészők
- Internet Explorer 8, 9, 10 vagy 11
- Mozilla Firefox 3.6.x, 4+
- Google Chrome 5+
- Safari 5.x
- Opera 12.x

## A jelenleg támogatott nyelvek listája
- angol
- német
- francia
- olasz
- orosz
- lengyel
- magyar
- portugál
- spanyol
- szlovén
- dán
- görög
- japán

## Az AVReporter energiamenedzsment- és monitoringszoftver lehetséges alkalmazási területei
- Épületek (irodaépületek, logisztikai központok, raktárépületek, bevásárlóközpontok stb.)
- Ipar (cementgyár, autóipar, gyógyszeripar, élelmiszeripar stb.)
- Nagy üzembiztonságot igénylő épületek (bankok, kórházak, adatközpontok stb.)
- Szolgáltató szektor (energiaszolgáltatók, ipari parkok stb.)
- Multinacionális környezet (több gyár komplex energiamenedzsmentje)

## Az AVReporter szoftver főbb funkciói
- Többnyelvű támogatás, mely futásidőben cserélhető
- Elérhető mind Desktop Standalone/Server Kliens, Web alapú felületen és Mobil alkalmazás segítségével egyaránt, kialakításának köszönhetően megfelel a mérnökök és menedzserek mindennapi igényeinek.
- Nagy teljesítményű moduláris felépítés (32 és 64 bites környezet támogatása), skálázható rendszere gyors működést és az erőforrások hatékony kihasználását teszi lehetővé.
- Különböző fogyasztási típusok (villamos energia, gáz, gőz, víz, szennyvíz stb.) komplex egységes felületen történő kezelése
- Az adóhatóság által elfogadott számlák készítése további alfogyasztók irányába (pl.: irodaépületek – havi fogyasztás számlázása), más számlázó rendszerek irányába rugalmas kapcsolat biztosított (pl.: SAP)
- Gyártó- vagy szolgáltatóegység esetében termékre vagy szolgáltatásra lebontott energia- vagy fogyasztási költségek pontos meghatározása (egyedi fogyasztási riportok, ABCD energiahatékonysági riportok, energiahatékonysági és költségelemzési kimutatások stb.)
- A felhasználó igényei szerint rugalmasan személyre szabható megoldások: egyedi riportok, lokális igények támogatása - nyelv-, valuta-, dátumformátum, egyedi megjelenés, egyedi kalkulációs metódusok alkalmazása
- Riportkészítési funkciók korlátlan lehetőségei: KPI riportok, Green House Gases riportok, CO2 emisszió számítások, energialekötések optimalizálása, minőségjellemzők vizsgálata, megújuló energiaforrások felhasználásnak hatékonyságának kimutatása, alfogyasztók irányába történő számlák készítése, stb.
- Különböző rendszerek irányába történő csatlakozás támogatása (adatbázisok – MS SQL szerver, MySQL, Oracle stb., szolgáltatások – OPC szerver, stb.)
- Felhasználói jogosultságok kezelése, felhasználói csoportok létrehozása (riportokhoz és dashboardokhoz való hozzáférési jogosultságok beállítása, szerkesztési funkciók korlátozásának lehetősége, adatokhoz való hozzáférés szabályozása).
- A WEBPublisher Dynamic Dashboard felületén gyorsan és egyszerűen hozhatók létre akár prezentációra alkalmas riportok. A Gadget Bar a felhasználó számára kényelmes kezelhetőséget biztosít a dashboardok létrehozására.
- Időjárás-jelentés lekérdezésének lehetősége és alkalmazása az energiakalkulációkban.
- Virtuális eszközök létrehozásának a lehetősége. Energiaallokációs feladatok egyszerű megvalósítása.
- ISO50001 szabvány által megfogalmazott energiamenedzsment-funkciók támogatása.

AVReporter szoftverújdonságok: http://www.konsys-international.com/hu_HU
AVReporter hírek: https://twitter.com/avreporter